# Dieter Fietz
Dieter Fietz (* 12. September 1942) ist ein ehemaliger deutscher Fußballspieler und -trainer, der unter anderem beim 1. FC Union Berlin und Blau-Weiß 90 Berlin unter Vertrag stand, sowie als Funktionär beim ZSKA Moskau fungierte.

## Sportliche Aktivitäten
Dieter Fietz begann seine Laufbahn im Nachwuchsbereich des SC Empor Rostock, gehörte zum erweiterten Oberliga-Kader der Ostseestädter. Er absolvierte drei Länderspiele für die DDR-Juniorennationalelf teil. Zu seiner weiteren Spielerlaufbahn gehörten DDR-Liga-Vertretungen. Er legte 1968 bei der DHfK in Leipzig sein Hochschuldiplom mit Spezialisierung Fußball ab. 
Als Trainer war Fietz zunächst in Warnemünde tätig. 1972 wechselte er zum 1. FC Union Berlin, zunächst als Co-Trainer. 1974 löste er Ulrich Prüfke als Cheftrainer ab. Der anvisierte Aufstieg zur DDR-Oberliga gelang ihm mit diesem Verein nicht. In der Folgezeit übernahm Fietz in Berlin als Bezirkstrainer Verantwortung und begleitete und förderte u. a. Andreas Thom bereits als 13-jähriges Talent. Fietz trat in den 1980er Jahren bei Stahl Hennigsdorf und KWO Berlin als Trainer sowie beim 1. FC Union als stellvertretender Sportdirektor in Erscheinung. Eine Berufung des Fußballverbandes der DDR im Jahre 1985 zum Trainer der Fußball-Olympiaauswahl der DDR scheiterte, da seine Eltern als Rentner einen Ausreiseantrag gestellt hatten und seine Entlassung aus dem 1. FC Union Berlin mit diesem Vorgang begründet wurde. Damit begann seine erfolgreiche Trainertätigkeit bei KWO. Dieter Fietz  entwickelte hervorragende Beziehungen zu den in der DDR stationierten sowjetischen Streitkräften, was zur Folge hatte, dass KWO zeitweise mit bis zu vier sowjetischen Spielern des Armeesportclubs SASK Elstal auflief, welche internationale Erfahrungen aus ihren Heimatvereinen mitbrachten. 
Mit der Auflösung des DDR-Liga-Vertreters KWO Berlin unmittelbar nach der Wende sprang Fietz im Jahr 1992 noch einmal kurzzeitig als Trainer beim Zweitligisten Blau-Weiß 90 Berlin ein. Sportlich konnte er den Verein zwar noch aus der Abstiegszone befreien, am Ende der Saison ging Blau-Weiß jedoch in die Insolvenz. Aufgrund seiner alten Beziehungen zwischen KWO Berlin und dem SASK Elstal wurde Fietz im Anschluss als Generalmanager des russischen  Armeesportclubs ZSKA Moskau verpflichtet. Er trat für die Russen u. a. als internationaler Spielervermittler auf, vertrat den Club vor den UEFA-Gremien und machte sich einen Namen, als er das Champions-League-Spiel des Clubs 1993 im Berliner Olympia-Stadion organisierte. Insgesamt eine erfolgreiche Zeit, in der u. a. auch 2 Siege in Champions-League-Begegnungen über den FC Barcelona zählten. Neben seiner Tätigkeit für den ZSKA Moskau war Fietz auch Teammanager der russischen Fußballnationalmannschaft in Vorbereitung auf die Fußball-Weltmeisterschaft 1994 in den USA.

## Geschäftliche Aktivitäten
Mit Hilfe von einflussreichen Vereinsmitgliedern von Blau-Weiß 90 Berlin baute Dieter Fietz eine Finanz- und Versicherungsvertriebsagentur (ca. 500 Mitarbeiter) in Ostdeutschland auf, mit der er sein Startkapital für seine weitere Unternehmenstätigkeit realisierte. Die sportlichen Kontakte in Moskau brachten ihm weitere unternehmerische Chancen, die er mit der Errichtung von zwei Hotels in den Jahren 1995 bis 1998 verwirklichte, wobei er das zweite Hotel auf dem Gelände des ZSKA Moskau errichtete. Fietz war somit der erste Ausländer, der nach der Oktoberrevolution 1917 auf privater Basis ein Hotel (ART HOTEL MOSKAU) in Russland baute und selbst betrieb. In diese Zeit fällt auch ein weiteres außergewöhnliches Projekt, das seine Grundlage in den gesellschaftspolitischen Umwälzungen in der ehemaligen Sowjetunion findet: Fietz kaufte im Jahre 1999 den Großteil der Bestände der Staatlichen Kunstakademie der UdSSR und ließ 3500 Kunstgegenstände nach Berlin transportieren, von wo aus sie in den nächsten drei Jahren europaweit vermarktet wurden.
Für Aufmerksamkeit sorgte Dieter Fietz als Geschäftsführer der International Sport Promotion (ISP), die dem 1. FC Union Berlin als Hauptsponsor 2009 bis 2014 jährlich zwei Millionen EURO Einnahmen bringen sollte. Nachdem der 1. FC Union bereits die erste Rate in Höhe von einer Million Euro erhalten hatte, wurde der Vertrag vom Fußballclub aufgekündigt. Als Begründung wurde die Stasi-Vergangenheit des Aufsichtsratsvorsitzenden der ISP, Jürgen Czilinsky, angeführt. Dessen sofortiger Rücktritt reichte dem 1. FCU als Konsequenz nicht aus, um die ursprünglich auf fünf Jahre angelegte Partnerschaft fortzusetzen.
Während seiner achtjährigen Tätigkeit (2002 bis 2010) in Dubai und Katar war Fietz unter anderem mit Vollmacht des Sportausschusses des Deutschen Bundestages Berater des Fußballverbands von Katar, der Qatar Football Association, im Rahmen der Bewerbung um die Fußball-Weltmeisterschaft 2022. 